# Rucola
Rucola eller sennepskål er en grøntsag, der hovedsagelig bruges i salater. Videnskabeligt består den af tre arter: Salatsennep (Eruca sativa), sandsennep (Diplotaxis tenuifolia) og mursennep (Diplotaxis muralis). Den sælges også under navnet Rucola selvatica.
Rucola har været samlet i naturen og brugt som grøntsag i middelhavsområdet siden romerrigets tid og havde ry for at virke som et afrodisiakum. Dog blev den hverken opdyrket eller videnskabeligt undersøgt før i 1990'erne. I dag dyrkes rucola forskellige steder, især i Veneto, og planten kan købes over hele Europa.
Rucola bruges især i salater, som den giver en frisk, krydret og let bitter smag. Den kan også koges som grøntsag med pasta eller fedtfattigt kød. Rucola er rig på C-vitaminer og jern. Skikken med at blande rucola i grønne salater er særligt typisk for Toscana, hvor også betegnelsen rucola stammer fra. I andre af Italiens regioner hedder urten ruchetta eller rughetta. Rucola kan i mange retter erstatte purløg.  

## Indhold
I halvdelen af alle analyser viser rucola sig at indeholde mere end 5 gram nitrat pr. kilo. Til sammenligning udgør den maksimalt anbefalede mængde nitrat for en person, som vejer 70 kilo, 260 milligram eller 0,26 gram. Spiser man overgødsket rucola, nås den anbefalede, daglige dosis ved 19 gram salat – heri er ikke medregnet et eventuelt tilskud fra nitrat i drikkevand eller andre madvarer. Det anbefales derfor at spise meget rucola, hvis man ønsker at sænke sit blodtryk.